# Трипалладийиттербий
Трипалладийиттербий — бинарное неорганическое соединение
палладия и иттербия
с формулой YbPd3,
кристаллы.

## Получение
- Сплавление стехиометрических количеств чистых веществ:

{\displaystyle {\mathsf {3Pd+Yb\ {\xrightarrow {1700^{o}C}}\ YbPd_{3}}}}

## Физические свойства
Трипалладийиттербий образует кристаллы
кубической сингонии,
пространственная группа P m3m,
параметры ячейки a = 0,4054 нм, Z = 1,
структура типа карбида железа Fe3C
.
Соединение конгруэнтно плавится при температуре ≈1700°C.